# IC 289
IC 289 — галактика типу PN (Планетарна туманність) у сузір'ї Кассіопея.
Цей об'єкт міститься в оригінальній редакції індексного каталогу.